# Martín Orlando Carreño Sandoval
Martín Orlando Carreño Sandoval (Durania, 4 de mayo de 1947-Mogotes, 20 de mayo de 2007) fue un militar y político colombiano.
Fue comandante del Ejército Nacional de Colombia del 2003 al 2004. Llegó al grado de Mayor General

## Biografía
Nació el 4 de mayo de 1947 en la Vereda Morretón de Durania (Norte de Santander). Ingresó a la Escuela Militar de Cadetes General José María Córdova en 1966, salió como Oficial de Arma de Infantería en el grado de Subteniente en el año 1969. 
Ocupó diferentes cargos como el de jefe del departamento Táctico e inspector de estudios de la Escuela de Infantería; subdirector de la Escuela Militar de Cadetes, director de la Escuela de Armas y Servicios, y fue miembro de la Junta Interamericana de Defensa en Estados Unidos.
El 7 de diciembre de 2001 fue ascendido por el presidente Andrés Pastrana a mayor general.

### Comandante de la V Brigada del Ejército Nacional
Como comandante de la V Brigada de 1999 al 2001 aportó a la pacificación de los grupos armados en Santander. El 22 de enero del 2000 sus tropas dieron muerte en combate a Hugo Carvajal, el 'Nene', comandante de las disidencias del EPL, en Norte de Santander. En el año 2000 se ejecutó la Operación Berlín, contra las FARC-EP en el oriente colombiano. Fue nombrado comandante de la Segunda División del Ejército Nacional.

### Comandante del Ejército Nacional de Colombia
En noviembre de 2003 fue designado por el presidente Álvaro Uribe como Comandante del Ejército Nacional, cargo en el que permaneció hasta el año siguiente, noviembre de 2004. Como comandante del Ejército Nacional, logró la captura del líder de las FARC-EP, Ricardo Palmera Pineda 'Simón Trinidad', en Ecuador. 
Fue candidato a la gobernación de Santander por el Movimiento Patriota.
Ha sido acusado por varios jefes paramilitares como Salvatore Mancuso, de vínculos con esos grupos.

## Muerte
Falleció en un accidente, mientras se movilizaba en la vía entre Mogotes y San Gil.